# Toanopsis engenes
Toanopsis engenes là một loài bướm đêm trong họ Noctuidae.